# فولكر غيرهارد
فولكر غيرهارد (بالألمانية: Volker Gerhardt)‏ هو أستاذ جامعي وفيلسوف ألماني، ولد في 21 يوليو 1944 في غوبن في ألمانيا.

## وصلات خارجية
- فولكر غيرهارد على موقع مونزينجر (الألمانية)